# 德賴登鎮區 (密歇根州)
德賴登鎮區（英語：Dryden Township）是位於美國密歇根州拉皮爾縣的一個行政鎮區。

## 地方資料
德賴登鎮區的面積為93.80平方千米，當中陸地面積為92.90平方千米，而水域面積為0.90平方千米。根據2020年美國人口普查的數據，當地共有人口4799人，而人口密度為每平方千米51.16人。